# Sorsogón
Sorsogón es una ciudad filipina de la provincia de Sorsogón.

## Barangayes
Sorsogón se subdivide administrativamente en 64 barangayes.
| - Abuyog - Almendras-Cogon (Población) - Balete - Balogo - Barayong - Bato - Basud - Bibincahan - Bitan-o/Dalipay (Población) - Bogña - Bon-ot - Bucalbucalan - Buenavista - Buenavista Bacon District - Buhatan - Bulabog - Burabod (Población) - Cabarbuhan - Cabid-an - Cambulaga - Capuy | - Caricaran - Del Rosario - Gatbo - Gimaloto - Guinlajon - Jamislagan - Macabog - Maricrum - Marinas - Osiao - Pamurayan - Pangpang - Panlayaan - Peñafrancia - Piot (Población) - Población - Polvorista (Población) - Rawis - Rizal - Salog (Población) - Salvación | - Salvación Bacon District - Sampáloc (Población) - San Isidro - San Isidro Bacon District - San Juan (Roro) - San Juan Bacon District - San Pascual - San Ramón - San Roque - San Vicente - Santa Cruz - Santa Lucía - Santo Domingo - Santo Niño - Sawanga - Sugod - Sirangan (Población) - Sulucan (Población) - Talisay (Población) - Ticol - Tugos |

|  |  |